# Judeotatski jezik
Judeotatski jezik (ISO 639-3: jdt), zapadnoiranski jezik kojim govori nešto manje od 100 000 Planinskih Židova (narod manje poznat pod imenom Bik i Dagh Chufuti). Sami svoj jezik nazivaju džuhurski (‘juwri’ ili ‘juhuri’), a govori se u Dagestanu, Sjevernoj Osetiji, Kabardino-Balkariji, Čečeniji, Azerbajdžanu, a danas poglavito u Izraelu (70 000, 1998.).
Na području Rusije govore se dva dijalekta, sjeverni i južni tatski.

## Vanjske poveznice
- Ethnologue  (14th)
- Ethnologue (15th)